# 鳥橋斎栄里

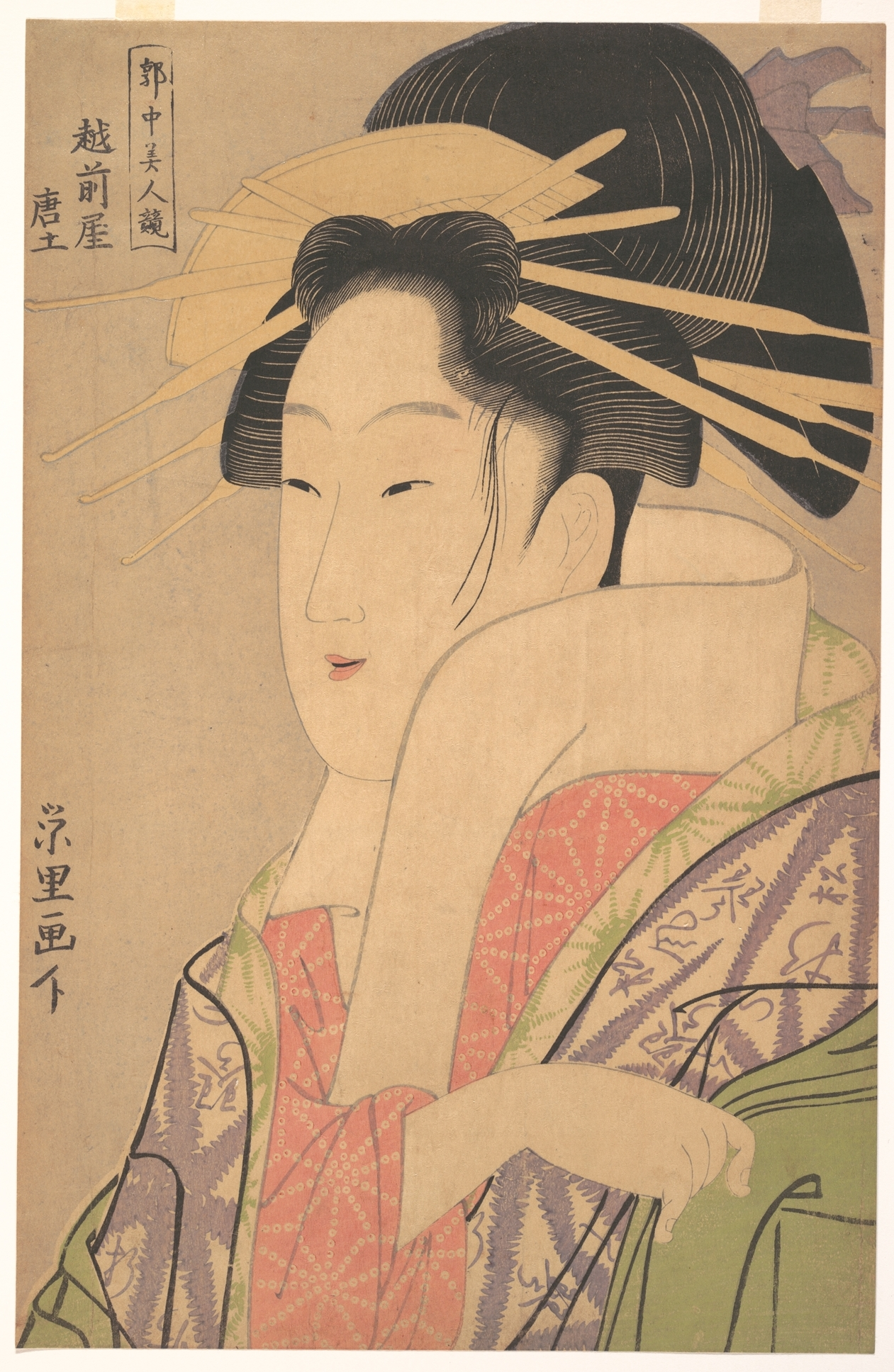
郭中美人競「越前屋の唐土」

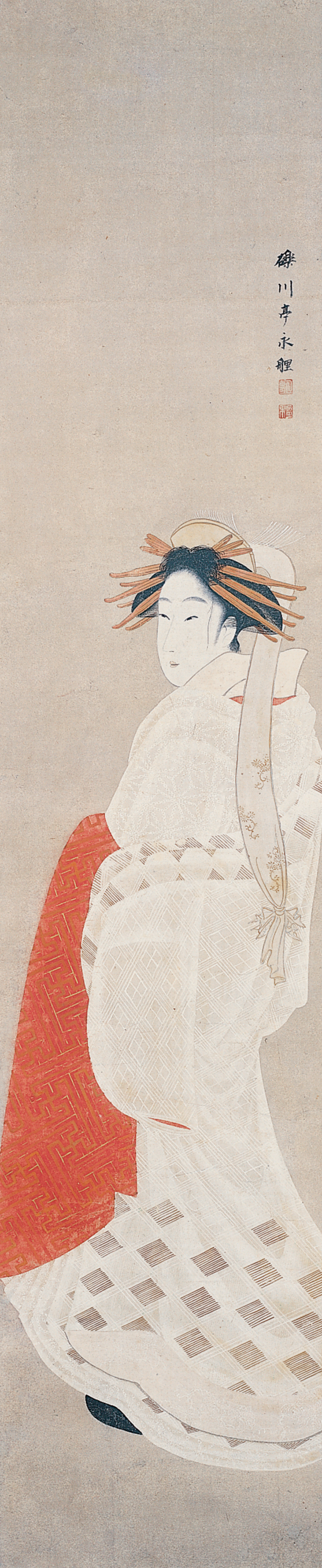
Beauty in a White Kimono キンベル美術館蔵 1800年頃

鳥橋斎 栄里（ちょうきょうさい えいり、宝暦9年〈1759年〉 - 没年不詳）とは、江戸時代中期の浮世絵師、御家人。

## 来歴
鳥文斎栄之の門人。栄之門人の中では鳥高斎栄昌に次ぐ高弟である。姓は宇田川、名は忠春。通称は鉄蔵、五左衛門。鳥橋斎栄里、鳲鳩斎（しきゅうさい）栄里、勿用斎永犂、武川亭永艃、礫川亭永理、礫川亭永犂、礫川亭ヱひり、礫川亭一指、小石一指、小石堂一指と号す。『諸家人名江戸方角分』の小石川の部に、「永理 礫川 又一指ト改 丸田橋 宇田川五左ヱ門」とあるので、この「永理」と栄里（一指）は同一人とされる。
宝暦9年（1759年）、幡野一郎兵衛春郷の三男として小石川に生まれ、安永3年（1774年）に宇田川左京忠繁の養子となって宇田川家の家督を継いだ。家禄は蔵米150俵で、栄之と同じ小普請溝口十番組に属していた。
初作は天明8年（1788年）の洒落本『青楼五雁金』の挿絵で、この時の落款は「永理」である。並行して「栄里」と称し、寛政8年（1796年）頃まで錦絵22点と、肉筆美人画などを描いた。栄里期の錦絵では、同門の鳥高斎栄昌、栄烏と共作した「郭中美人競」が著名で、越前屋唐土、鶴屋かしく、丸屋九重の3点を栄里が描いた。他に「二代目富本豊前掾」と「山東京伝」の肖像画は、背景に黒雲母摺りを使用し、東洲斎写楽ほど個性的な描写ではないが、人物の風格をよく把握した作品で、栄里の名前を忘れえぬ物にしたといえるほどの傑作にあげられる。
他に美人画では、「三ケ之津草嫁美人合」や「青楼美人斉富」などを描いている。また栄里時代の肉筆画「美人図」は足元に置かれた三味線によって、この立ち美人が芸妓であることがわかる。着物は白地に桜花が胡粉で盛り上げて描かれている。栄之風の長身美人であるが、顔を横に向けて細い首を見せないため、安定した姿を示している。その後、錦絵「大もんじや内多が袖」に、礫川亭永犂画と落款している。この作品に描かれた人物は、顔立ちがやや頬のこけた感じが見受けられる。また、同じく礫川亭永犂画の落款のある肉筆画「桜下遊女図」に描かれた遊女は、ふっくらとした顔立ちをしており、衣服のひだの表現には金泥線を使い丁寧に描かれているため、錦絵よりも以前の作品であるといえる。さらに、肉筆画「見立琴高仙人図」に、礫川亭永艃冩と款しており、画風にも栄之の影響が見られ、栄里落款の美人画に酷似している。
その後、文化元年（1804年）に作画をした十返舎一九の黄表紙『風薫婦仇討』の挿絵や、文化4年（1807年）に絵入狂歌本『狂歌蓬莱集』などには「永艃」と款しており、「永艃」の落款で錦絵、肉筆画、黄表紙の挿絵などを手がけた。さらに一指と称して以降は、肉筆画のみを描いている。

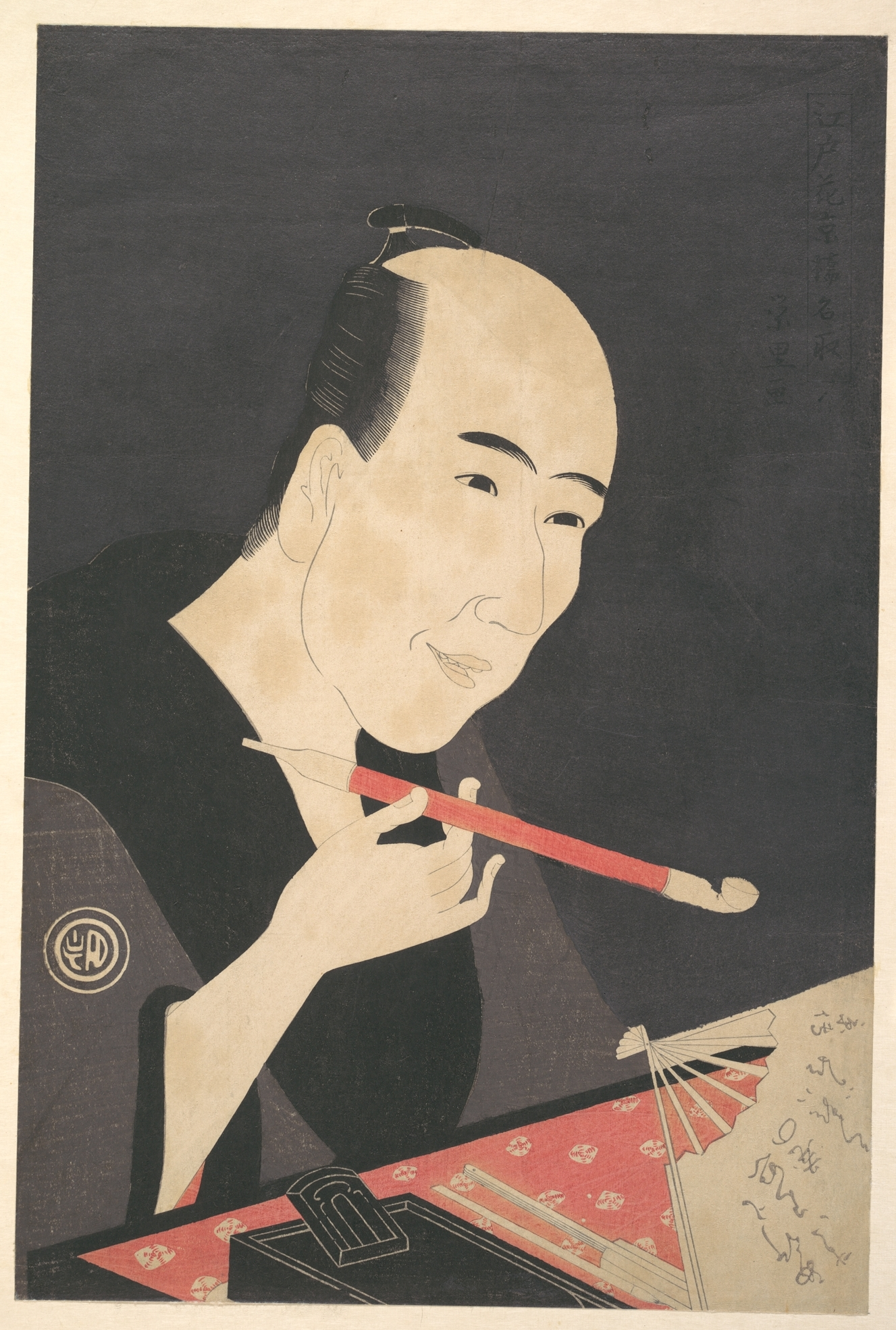
『江戸花京橋名取 山東京伝像』
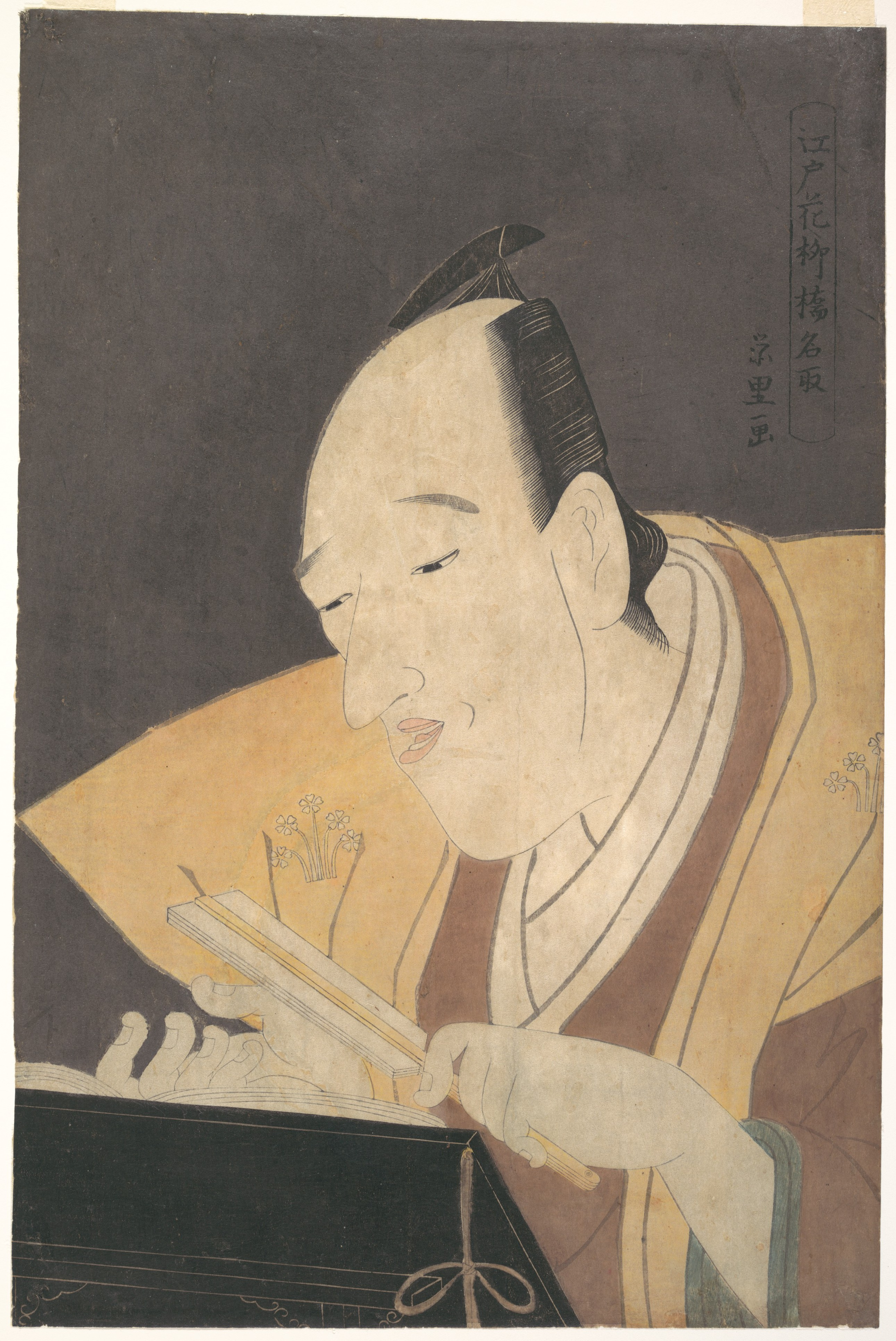
江戸花柳橋名取 二代目富本豊前掾』
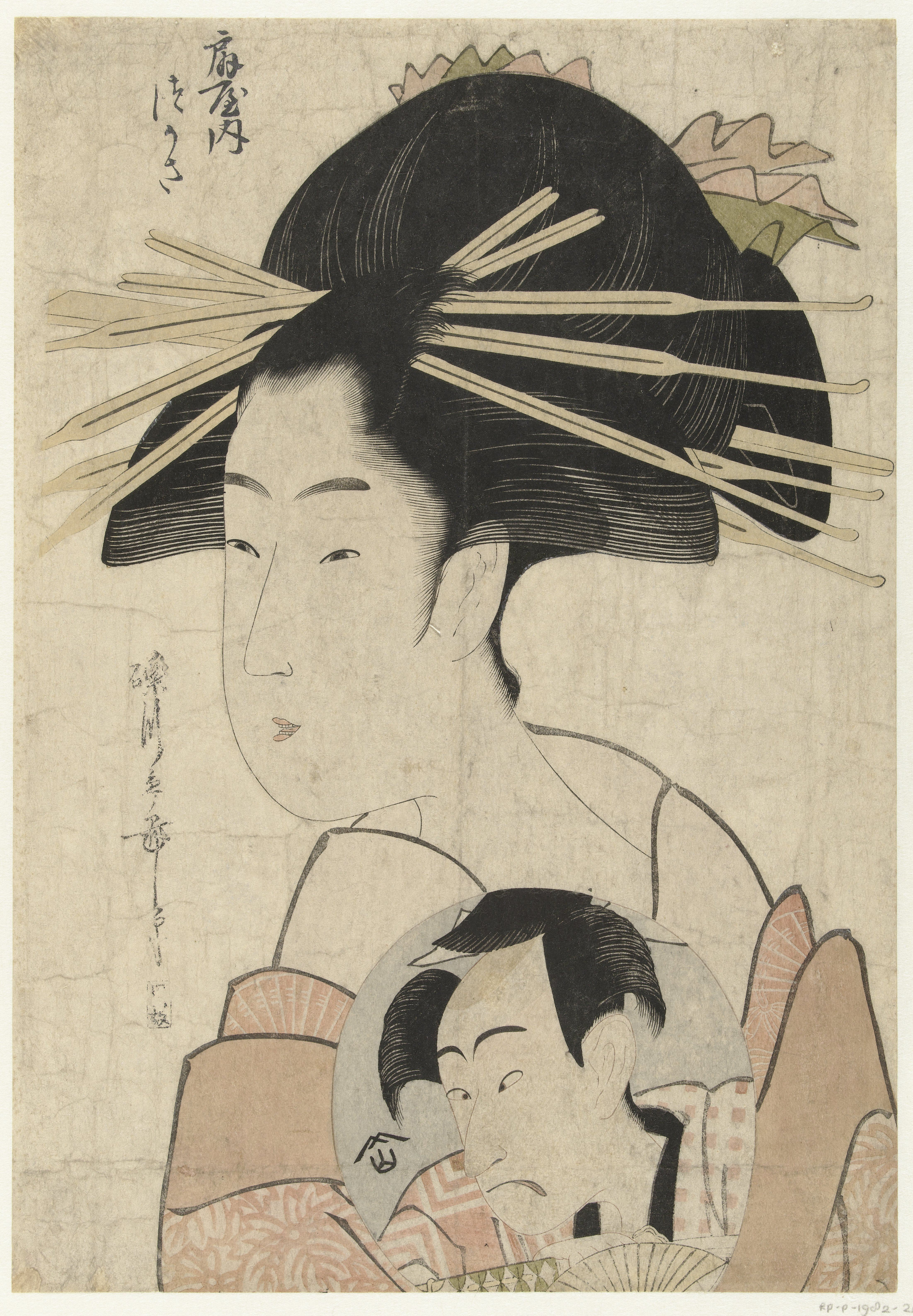
『扇屋内 つかさ』
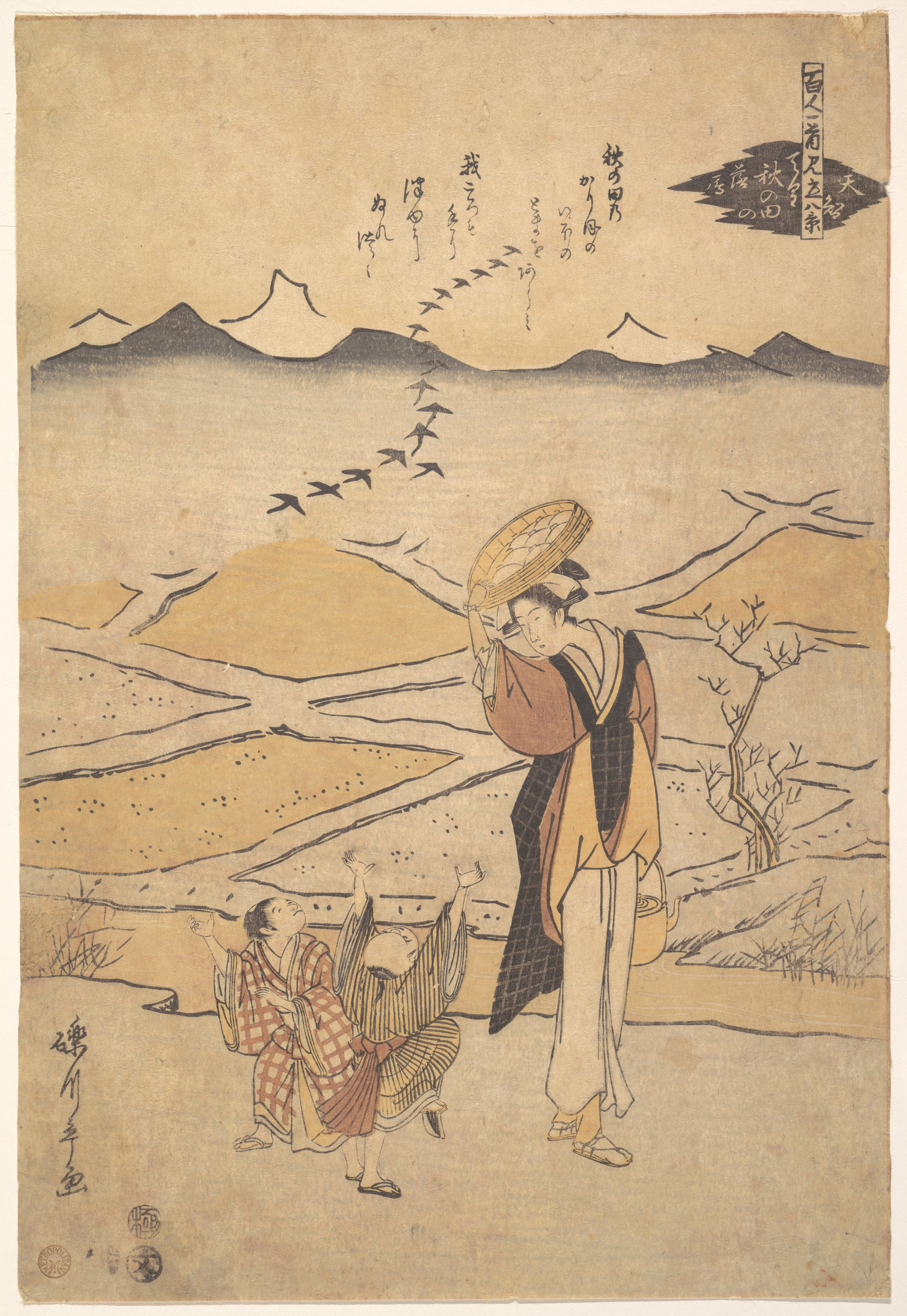
『百人一首見立八景 天智天皇 秋の田の落雁』

## 作品

### 錦絵
- 「江戸花柳橋名取 二代目富本豊前掾」 大判 パリ国立図書館所蔵
- 「江戸花京橋名取 山東京伝」 大判 東京国立博物館所蔵
- 「郭中美人競 越前屋唐土」 大判 ボストン美術館所蔵
- 「郭中美人競 鶴屋内かしく」 大判 ボストン美術館所蔵
- 「郭中美人競 丸屋九重」 大判 シカゴ美術館所蔵
- 「丁子屋内雛鶴 つるし つるの」 大判 ボストン美術館所蔵 ※画中に「動（うごき）なき 世にすみなれて 石山の かとのとれたる 月のまとけさ」という歌あり
- 「大もんじや内多が袖」 大判 日本浮世絵博物館所蔵

### 肉筆画
- 「梅窓美人図」 絹本着色 東京国立博物館所蔵 ※「栄里画」の落款、「鳲鳩斎」の白文方印
- 「美人図」 紙本着色 板橋区立美術館所蔵 ※「鳲鳩斎栄里画」の落款
- 「六玉川美人図」 絹本着色 鎌倉国宝館所蔵 ※「栄里戯画」の落款
- 「立ち美人図」 紙本着色 光記念館所蔵 ※「栄里画」の落款、「ゑいり」と「鳲鳩斎」の朱文方印あり。那須ロイヤル美術館（小針コレクション）旧蔵
- 「柳下二美人図」 紙本着色 浮世絵 太田記念美術館所蔵 ※「鳲鳩斎栄里画」の落款
- 「遊女立姿図」 絹本着色 日本浮世絵博物館所蔵 ※「栄里戯画」の落款、「榮田人」の朱文方印、「鳲鳩斎」の白文方印
- 「団扇を持つ遊女図」 紙本墨画 熊本県立美術館所蔵 ※「栄里戯画」の落款・花押、唐衣橘洲の賛あり
- 「遊女後姿図」 紙本墨画 双幅 熊本県立美術館所蔵 ※右図に「礫川亭永理」の落款、「永」の白文方印・「犂」の白文方印
- 「見立業平東下り図」 絹本着色 三幅対 日本浮世絵博物館所蔵 ※各幅に「礫川亭永理」の落款、「永」の白文方印・「犂」の白文方印
- 「人物坐像図」 絹本着色 熊本県立美術館所蔵 ※「礫川亭永犂」の落款、「永」の白文方印・「犂」の白文方印
- 「頭巾美人図」 絹本着色 熊本県立美術館所蔵 ※「礫川亭永犂画」の落款、「勿用斎」の白文方印・「永犂」の朱文方印
- 「見立琴高仙人図」 絹本着色 ニューオータニ美術館所蔵 ※「礫川亭永艃冩」の落款、「永」の白文方印・「艃」の白文方印
- 「遊女と禿図」 絹本着色 日本浮世絵博物館所蔵 ※「礫川亭永艃画」の落款、「永」の白文方印・犂の白文方印
- 「桜下遊女図」 絹本着色 日本浮世絵博物館所蔵 ※「勿用斎永犂画」の落款、「永犂」の朱文方印・「勿用斎」の白文方印
- 「松下美人図」 絹本着色 静嘉堂文庫美術館所蔵 ※「礫川亭一指」の落款、「礫川亭」の白文方印・「一指」の朱文方印 享和年間頃
- 「犬と美人図」 絹本着色 浮世絵太田記念美術館所蔵 ※「礫川亭一指」の落款、「礫川亭」の白文方印・「一指」の朱文方印
- 「見立普賢菩薩図」 紙本着色 光記念館所蔵 ※「礫川亭筆」の落款
- 「遊女図」 絹本着色 光記念館所蔵 ※「礫川一指」の落款
- 「浴後美人図」 絹本着色 浮世絵太田記念美術館所蔵 ※「礫川一指」の落款
- 「団扇を持つ遊女図」 紙本墨画 熊本県立美術館所蔵 ※「栄里戯画」の落款と朱筆花押、唐衣橘洲の画賛あり
- 「美人読書図」 絹本着色 熊本県立美術館所蔵 ※「小石一指筆」の落款、「一指」の白文方印・「小石」の白文方印
- 「風流江戸名所」 版下絵 20.8cm×32.2cm ヴィクトリア&アルバート博物館所蔵 ※「栄里画」の落款